# Keimpe Algra
Keimpe Arnoldus Algra (* 5. April 1959 in Utrecht) ist ein niederländischer Klassischer Philologe und Philosophiehistoriker auf dem Gebiet der antiken Philosophie.
Algra studierte Klassische Philologie und Philosophie an der Universität Utrecht, an der er bereits von 1985 bis 1999 Universitätsdozent war. Die Promotion erfolgte 1988 in Utrecht mit einer Dissertation über Concepts of Space in Classical and Hellenistic Philosophy bei Jaap Mansfeld.  Von 2000 bis 2003 war er Akademieprofessor der Koninklijke Nederlandse Akademie van Wetenschappen für Philosophie der Antike, besonders für die hellenistische Zeit, in Utrecht. Von 2001 an war er dort zugleich ordentlicher Professor für die Philosophie der Antike und des Mittelalters, seit 2014 ist er ebendort Distinguished Faculty Professor für Philosophie und Wissenschaft der Antike. 
Gastprofessuren führten ihn an die Universiteit van Amsterdam (2001–2002) und die Yale University (2004). Im Februar 2003 hielt er die achte A. E. Taylor Lecture an der Universität Edinburgh. Seit 2004 ist er Mitglied der Koninklijke Nederlandse Akademie van Wetenschappen. Von 1997 bis 2005 war er managing editor, von 2005 an Mitglied des Herausgebergremiums der Zeitschrift Phronesis. Von 2001 an gehört er dem leitenden Gremium des Symposium Hellenisticum an, von 2009 bis 2015 war er Mitglied des leitenden Gremiums des Symposium Aristotelicum.
Algra leitete zudem eine Kommission der Koninklijke Nederlandse Akademie van Wetenschappen, die in der Affäre um den Sozialpsychologen Diederik Stapel und dessen Erfindung wissenschaftlicher Daten das Vertrauen in die niederländische Wissenschaft untersuchte; ein Bericht unter dem Titel Vertrouwen in wetenschap erschien im Mai 2013.
Algra arbeitet zur hellenistischen Philosophie und zur antiken Physik, insbesondere zu Konzepten des Raums.

## Schriften (Auswahl)
- Concepts of Space in Classical and Hellenistic Greek Philosophy – Het Ruimtebegrip in de Klassieke en Hellenistische Griekse Wijsbegeerte (Met een Samenvatting in het Nederlands). OMI Grafische Bedrijf, Utrecht 1988 (Proefschrift).
- Concepts of Space in Greek Thought. Brill, Leiden 1995 (Philosophia antiqua, Band 95).
- (Hrsg.): Polyhistor. Studies in the history and historiography of ancient philosophy presented to Jaap Mansfeld on his sixtieth birthday. Brill, Leiden, New York, Köln 1996 (Philosophia antiqua, Band 72).
- mit Jonathan Barnes, Jaap Mansfeld, Malcolm Schofield (Hrsg.): The Cambridge History of Hellenistic Philosophy. Cambridge University Press, Cambridge 1999.
- Epictetus and Stoic Theology. In: Theodore Scaltsas, Andrew S. Mason (Hrsg.), The Philosophy of Epictetus. Oxford University Press, Oxford 2007, S. 32–56.
- Stoics on Souls and Demons: Reconstructing Stoic Demonology. In: Dorothea Frede,  Burkhard Reis (Hrsg.), Body and Soul in Ancient Philosophy. De Gruyter, Berlin 2009, S. 359–389.
- (Übers. mit Jan van Ophuijsen): Philoponus, On Aristotle’s Physics 4, 1–5. (The Ancient Commentators on Aristotle, Band 94). Bristol Classical Press, Bristol 2012.
- (Hrsg. mit Katerina Ierodiakonou): Sextus Empiricus and Ancient Physics. Cambridge University Press, Cambridge 2015.